# Makedonska pravoslavna Crkva – Ohridska arhiepiskopija
Makedonska pravoslavna Crkva – Ohridska arhiepiskopija ili Makedonska pravoslavna Crkva (MPC-OA, MPC; mak. Македонска православна црква – Охридска архиепископија ili Македонска православна црква, je kanonski priznata Crkva u Sjevernoj Makedoniji. Samostalnost (kao autonomna Crkva do konačnog rješenja kanonskog statusa) od Srpske pravoslavne crkve proglasila je 1959. godine uz podršku komunističkih vlasti.  Nakon što je SPC odbila dati suglasnost za potpunu uspostavu autokefalnosti MPC, ona se ipak odlučila osamostaliti od SPC, te je 1967. na Ohridu MPC jednostrano proglasila svoju autokefalnost.
Dana 9. svibnja 2022. Sveti sinod Ekumenske patrijaršije priopćio je da priznaje Makedonsku pravoslavnu crkvu, njezinu hijerarhiju i vjernike te uspostavio euharistijsko zajedništvo s njom. Ubrzo poslije nje isto je učinila i SPC ušavši u zajedničko općenje i kanonsko jedinstvo sa MPC, 16. svibnja 2022. na redovitom Saboru SPC-a održanom u Srijemskim Karlovcima u Srbiji.

## Povijest
Nakon što je 1018. godine sebi podvrgnuo područje Prvog Bugarskog Carstva, Bizant je osnovao temu Bugarskug sa sjedištem u Skoplju; za tu upravnu jedinicu koja je obuhvaćala čitavu današnju Sjevernu Makedoniju, jugoistočni dio današnje Srbije i zapadni dio današnje Bugarske ospostavljena je odmah 1019. arhiepiskopija sa sjedištem u gradu Ohridu. Osnivanje Ohridske arhiepiskopije je bio dio nastojanja da se organizira mirno vladanje tim područjem, u sklopu kojega nastojanja je slavensko plemstvo i svećenstvo nastavilo obnašati svoje socijalne funkcije koje je obnašalo pod Bugarskim carstvom, samo sada u sklopu Bizanta. Ohridska arhiepiskopija je bila autokefalna, tj. birala je svoje crkveno vodstvo bez sudjelovanja (grčke) Carigradske patrijaršije i Trnovske (slavenske, tj. bugarske) patrijaršije. 
Nakon što je Bizant oslabio, novo Srpsko carstvo je obuhvatilo i područja Ohridske arhiepiskopije, ali je ona sačuvala svoju autonomiju i nije bila podvrgnuta Pećkoj (srpskoj) patrijaršiji. Nakon što je područjem Sjeverna makedonije ovladalo Osmansko carstvo, Ohridska arhiepiskopija je nastavila postojati. 
Godine 1767. turske su državne vlasti na zahtjeve Carigradskog patrijarha Samuila odredile da se ima ukinuti Ohridsku Arhiepiskopiju, te podvrgnuti njenu 31 dijacezu izravno vlasti Carigradske (grčke) patrijaršije.
Godine 1870. turske su vlasti odobrile uspostavu bugarske (slavenske) pravoslavne Crkve na svojem teritoriju, koja će biti neovisna od grčke crkve. Nakon što su bugarski pravoslavci 1872. godine proglasili – bez kanonske suglasnosti Carigradskog patrijarha – osnivanje Bugarskog egzarhata, Godine 1874. provedene su na području Sjeverne Makedonije opsežne ankete pravoslavnih vjernika, koji su najvećim dijelom podržali pridruživanje Bugarskom egzarhatu – makar je u to vrijeme već bilo dobro poznato protivljenje grčke crkve, koja je sa strogošću ukazala da nije dala kanonsko odobrenje za proglašenje Egzarhata, te je one koji ga podržavaju proglasila šizmaticima. Godine 1872. uspostavljena je Ohridska arhiepiskopija, a Nataniel Ohridski je rukopoložen za prvog bugarskog metropolitu u toj novoj crkvenoj jedinici.
Nakon što je u Balkanskim ratovima 1912. i 1913. godine (između ostalih) područje današnje Sjeverne Makedonije prešlo iz vlasti Osmanskog Carstva pod vlast Kraljevine Srbije, Pećka patrijaršija je sebi pripojila Ohridsku arhiepiskopiju, a šest episkopa koji su vodili eparhije Bugarskog egzarhata na području koje je zauzela Srbija bili su protjerani; dovedeni su i svećenici iz Srbije, kao dio kampanje posrbljivanja koja je u Makedoniji grubo provođena sve do Drugog svjetskog rata.
S uspostavom Socijalističke Republike Makedonije, težnja je bila da Makedonci kao zaseban narod imaju i svoju nacionalnu pravoslavnu Crkvu. Takvu težnju su poduprle i državne vlasti SFRJ. Dugi pregovori sa Srpskom pravoslavnom Crkvom su prekinuti 1967. godine, kada je jednostrano proglašena autokefalnost Makedonske pravoslavne Crkve.

## Ustroj Makedonske pravoslavne Crkve – Ohridske arhiepiskopije
MPC ima 8 dijaceza u Republici Sjeverni Makedoniji: Skopsku, Tetovsko-Gostivarsku, Komanovsko-Osogovsku, Debarsko-Kičevsku, Prespansko-Pelagonsku, Strumičku, Bregalničku i Povardarje. Sve dijaceze vode episkopi s naslovom metropolite.
Izvan Sjeverne Makedonije, ima MPC Američko-kanadsku dijecezu, Europsku dijacezu, Australsko-novozelandsku dijacezu (sa sjedištem u Melbourneu) i Australsko-Sidneysku dijacezu (sa sjedištem u Sydneyju).
U Obrazloženju odluke o autokefalnosti donijete u Skoplju u srpnju 1967. godine, Makedonska pravoslavna Crkva kao administrativni dio jedne, svete, saborne i apostolske crkve, čuvat će Sveto pismo, Sveto predanje, apostolska Pravila i propise vaseljenskih i pomjesnih sabora i rukovodit će u skladu s njima i Ustavom Sjeverne Makedonske pravoslavne Crkve.

## Odnosi s drugim pravoslavnim Crkvama
Srpska pravoslavna Crkva smatra da MPC treba biti u kanonskom jedinstvu sa SPC, pa srpske vlasti i crkva kao legalnu u Sjevernoj Makedoniji priznaju samo  Pravoslavnu ohridsku arhiepiskopiju pod vodstvom episkopa Jovana (Vraniškovskog). U SPC su 2018. godine s negodovanjem primljena zalaganja ekumenskog patrijarha Bartolomeja, koja se nastavlja na slična zalaganja Svete Stolice, da se MPC kanonski prizna u red autokefalnih pravoslavnih crkava.
Krajem 2017. godine je Bugarska pravoslavna Crkva prihvatila zahtjev MPC da joj bude "majčinska" Crkva. Pokroviteljstvo BPC nad MPC izaziva u Srbiji negodovanja.
Sjevernomakedonska javnost, u velikom broju, smatra da je stav SPC izravno negiranje sjevernomakedonske državnosti i samostalnosti. Isto tako, postoji mišljenje da je za današnji stav SPC u odnosu na MPC (u vrijeme kada Srbija ne pokazuje više težnju da sebi podvrgne Sjevernu Makedoniju) veliki utjecaj izvršila Grčka pravoslavna Crkva, koja zajedno s grčkom državom smatra da samo Grci imaju pravo koristiti ime "Sjeverna Makedonija" i "Makedonci" – pa stoga ne prihvaćaju ni korištenje imena "Sjeverna Makedonska pravoslavna Crkva".

## Službeno priznanje Makedonske pravoslavne crkve
Krajem svibnja 2018. Carigradska ekumenska patrijaršija objavila je da je prihvatila zahtjev Skoplja da se ispita kanonski status Ohridske arhiepiskopije.
Ekumenski patrijarh Bartolomej I. primio je 13. siječnja 2020. premijera Sjeverne Makedonije Olivera Spasovskog i njegovog prethodnika Zorana Zaeva. Prema izjavi Ekumenske patrijaršije, "Svrha posjeta bila je ispitati crkveni spor zemlje. Tijekom sastanka razgovaralo se o prethodnim fazama razgovora na temu priznanja MPC. Najavljeno je da će patrijarh pozvati i Srpsku pravoslavnu crkvu i Makedonsku pravoslavnu crkvu na zajednički sastanak u pokušaju pronalaženja obostrano prihvatljivog rješenja za rješenje crkvenog spora između dvije crkve.
Dana 9. svibnja 2022. Sveti sinod Ekumenske patrijaršije priopćio je da je priznao Makedonsku pravoslavnu crkvu, njezinu hijerarhiju i vjernike te uspostavio euharistijsko zajedništvo s njom. U priopćenju Svetog Sinoda Carigradske patrijarhije stoji:
| „                                                                                           | „Sveti i Sveti Sinod, koji se sastao danas, u ponedjeljak, 9. svibnja 2022., pod predsjedanjem Njegove Božanske Svetosti, Ekumenskog Patrijarha gosp. g. Bartolomeja I, iscrpno je raspravljao o crkvenom problemu u Sjevernoj Makedoniji i, ocjenjujući u završnoj fazi žalbeni apel ("eklitus") mjesne Crkve Majci Crkvi, kao i opetovane pozive države Sjeverne Makedonije, odlučio je sljedeće: U euharistijskom zajedništvu prima hijerarhiju, svećenstvo i narod ove svete Crkve pod vodstvom Arhiepiskopa Stefana, zacijelivši ranu raskola i polivši ranu naše mjesne pravoslavne braće "svetim vinom i uljem". U tu svrhu donosi se odgovarajući Patrijaršijski i sinodalni zakon: Presvetoj Crkvi Srpskoj prepušteno je da uredi administrativna pitanja koja postoje između nje i Crkve u Sjevernoj Makedoniji, naravno u okviru kanonskog akta i crkvene tradicije. | ” |
| — Njegova svesvetost arhiepiskop carigradski novorimski i ekumenski patrijarh Bartolomej I. | |   |

Ovime je pitanje statusa Makedonske pravoslavne crkve u onom najvažnijem dijelu praktički riješeno, jer je crkva u punom jedinstvu sa "Majkom crkvom", tj Carigradskom patrijarhijom s kojom je u kanonskom jedinstvu i euharistijskom zajedništvu a sakramentalno preko nje i većinom drugih pravoslavnih crkava dok je samo administrativno pitanje ostavljeno da se riješi sa Srpskom pravoslavnom crkvom putem dijaloga i dogovora.

## Priznanje srpske pravoslavne crkve te puno liturgijsko i kanonsko jedinstvo
Sveti sinod Srpske pravoslavne crkve objavio je 16. svibnja 2022. priopćenje da je situacija oko statusa MPC-a riješena. Potpuna crkvena autonomija vraćena je arhiepiskopiji pod Srpskom patrijaršijom, te se sa Makedonskom pravoslavnom crkvom – Ohridskom arhiepiskopijom uspostavlja puno liturgijsko i kanonsko općenje.
Primivši akt Svetog arhijerejskog sabora "Makedonske pravoslavne crkve – Ohridske arhiepiskopije" kojim ista prihvaća općepriznati kanonski status koji joj je 1959. godine dao Sveti arhijerejski sinod Srpske pravoslavne crkve, nada se da će Srpska pravoslavna crkva će rješavati i rješavati kanonski status, nakon čega bi trebala uslijediti svepravoslavna suglasnost i prihvaćanje tog statusa, Sveti arhijerejski sinod donio je odluku:
| „                                                                                                | Sa zahvalnošću Gospodinu i radošću, Sabor pozdravlja prihvaćanje općepriznatog kanonskog statusa, a to je status najšire moguće autonomije, odnosno pune unutarnje neovisnosti, dodijeljene 1959. godine; – budući da su time otklonjeni razlozi za prekid liturgijskog i kanonskog zajedništva, uzrokovani jednostranim proglašenjem autokefalnosti 1967. godine, uspostavlja se puno liturgijsko i kanonsko zajedništvo; -–uspostavljanjem jedinstva na kanonskim osnovama i pod uvjetima važenja kanonskog poretka na cijelom teritoriju Srpske pravoslavne crkve, dijalog o budućnosti i konačnom statusu eparhija u Sjevernoj Makedoniji ne samo da je moguć, već je svrsishodan, legitiman i realan; – u dijalogu o svom budućem i eventualno konačnom kanonskom statusu, Srpska pravoslavna crkva će se rukovoditi samo i isključivo eklisiološko-kanonskim i crkveno-pastirskim načelima, kriterijima i normama, ne mareći za "realnopolitičko", "geopolitičko", "crkveno". -politički" i drugi dati ili za jednostrane inicijative i nisu podložni ničijim utjecajima ili pritiscima; – i, konačno, Sabor "ne namjerava novu sestrinsku Crkvu nakon rješavanja statusa uvjetovati restriktivnim klauzulama o djelokrugu njezine nadležnosti u matičnoj državi i dijaspori", preporukom da se pitanje službenog naziva riješi u izravan bratski dijalog s Helenskom i drugim mjesnim pravoslavnim crkvama. | ” |
| — Sveti Arhijerejski Sabor Srpske Pravoslavne Crkve, 16 svibnja 2022. godine, Srijemski Karlovci | |   |

## Vanjske poveznice
- Službene web stranice Makedonske pravoslavne Crkve
- Katolici.org Pravoslavna liturgija u Katoličkoj Crkvi[neaktivna poveznica]